# Typografie für digitale Texte
Typografie für digitale Texte beschäftigt sich mit der visuellen Gestaltung von Textdokumenten wie Webseiten oder E-Books primär mittels Schrift sowie den übrigen Möglichkeiten der Typografie.
Typografie bezweckt vor allem, Texte einfacher lesbar und dadurch besser verständlich zu machen sowie sie optisch ansprechend, zum Lesen einladend zu präsentieren. Hierbei hat sich im Laufe ihrer Geschichte eine Ästhetik herausgebildet, die auch als typografische Regeln verstanden werden. Des Weiteren greift Typografie auf orthografische (Rechtschreibung) und orthotypografische (korrekte Zeichensetzung) Regeln zurück – oder bricht sie bewusst (z. B. in der Werbung).
Die Typografie für digitale Dokumente übernimmt zunächst alle Möglichkeiten der klassischen „Papiertypografie“. Die darstellenden Ausgabegeräte und technischen Möglichkeiten waren zu Beginn der Digitalisierung allerdings deutlich schlechter als es heute der Fall ist, und so mussten anfangs viele Nachteile und Kompromisse bei der Wiedergabe digitaler Texte im Vergleich zu Drucksachen in Kauf genommen werden. Mittlerweile lassen sich jedoch selbst bei Webseiten ähnlich gute Ergebnisse erzielen wie im Druck.
Durch die allgemeine Digitalisierung ist auch der Personenkreis, der digitale Textdokumente erstellt, weit ausgedehnt worden; heute erstellen nicht mehr nur professionelle Setzer, sondern praktisch jedermann solche Dokumente.
Dieser Artikel behandelt im Folgenden die digitale Dokumentenerstellung mittels Textverarbeitungssoftware oder Auszeichnungssprachen.

## Vergleich mit der klassischen Typografie

### Unterschiede zur Papiertypografie
- Texte werden während der Erstellung und später öfters geändert oder könnten jedenfalls künftig geändert werden. Es soll aber nicht bei jeder Veränderung am Dokument der gesamte Umbruch erneut manuell vorgenommen werden müssen.
Deshalb: Automatischen Umbruch für Zeilen und Seiten vorsehen und unterstützen.
Ferner: Definitionen zur Absatzkontrolle, zum Unterbinden von Seitenumbrüchen innerhalb bestimmter Bereiche
- Hypertexte, interaktive Funktionen, Dynamik werden möglich; Multimedia-Elemente können eingebunden werden (Animation, Audio, Video).
Solche Texte können beispielsweise als PDF-Dateien übermittelt werden; diese ermöglichen ein festes Layout wie ein Papierdokument, aber Lesezeichen und Verweise mittels Hyperlinks wie aus dem World Wide Web gewohnt.
- Zur Unterstützung der Barrierefreiheit können Schriftgrößen und -arten an die individuellen Bedürfnisse des Lesers angepasst werden.
- Die technischen Bedingungen bei der optischen Darstellung (Auflösung am Bildschirm, auf dem Drucker; Farbwiedergabe; Verwendung unterschiedlicher Endgeräte mit jeweils unterschiedlichen Eigenschaften) sind nicht immer im Voraus bekannt und unterscheiden sich von einem in Drucktechnik einmalig und einheitlich hergestellten Erzeugnis.

### Gemeinsamkeit mit der Papiertypografie
- Im Moment der Publikation haben die Gestalter die volle Kontrolle über die technischen Gegebenheiten und die erfolgte Gestaltung (beispielsweise Umbruch).
- Beim Ausdruck auf Papier oder Erstellen einer PDF-Datei (in Layout-treuer Normaldarstellung) wird dieser Zustand eingefroren.

### Größere Verbreitung des Mediums
Früher erforderte die Textgestaltung einen Ausbildungsberuf (Setzer), und sie wurde nur von einer kleinen Zahl von Profis entsprechend professionell vorgenommen.
Mit dem PC und dessen Software sind die technischen Möglichkeiten auch jedem interessierten Laien zugänglich geworden. Die typografischen Kenntnisse haben hingegen nicht die gleiche Verbreitung erfahren. Die überwiegende Zahl der Anwender orientiert sich am ehesten am Vorbild einer mechanischen Schreibmaschine.

## Regeln und ihre Anwendung
Auch in der klassischen Typografie wird die Anwendung der Regeln (siehe Typografie) dem Medium angepasst: Roman, Plakat, Tageszeitung, Gedichtband, Speisekarte usw. unterliegen jeweils eigenen Notwendigkeiten.
Genauso müssen bei digitalen Texten technische Rahmenbedingungen, die Art des Textes, die Zielgruppe, der mögliche Aufwand in ein angemessenes Verhältnis gebracht werden. Juristische Schriftsätze, naturwissenschaftliche Werke folgen eigenen Gesetzmäßigkeiten; für einen Fließtext gültige Prinzipien unterscheiden sich von denen für eine Tabelle oder ein Gedicht.
Die DIN 5008 benennt „… Regeln für die Textverarbeitung“ und zielt auf Bürokommunikation ab. Sie sind im Duden (Band 1, Rechtschreibung) im Wesentlichen wiedergegeben.
Es soll geschäftliche Alltagskorrespondenz mit möglichst geringem Aufwand und trotzdem ansprechendem Erscheinungsbild hergestellt werden.
Aus diesem Grund sind typografische Regeln angemessen vereinfacht worden (Beispiel: Ganzes Leerzeichen statt Schmales Leerzeichen). Das bedeutet jedoch nicht, dass nun die DIN 5008 einen gesetzlichen Vorrang vor weiter gehenden Gestaltungsregeln hätte. Vielmehr beschreibt sie einen Mindeststandard für eine ansprechende Gestaltung, kann aber Verfeinerungen nicht entgegenstehen.

## Zeichenkodierung
Die Typografie musste sich immer dem Umfang an Zeichen anpassen, die technologisch für Speicherung und Darstellung verfügbar waren:
- Lange Zeit basierten die Zeichenvorräte auf einer 7-bit-Kodierung.
Von diesen ist heute noch ASCII bekannt, auf der noch einige Technologien basieren. Neben Steuer- und Weißraum-Zeichen kodiert sie 94 verschiedene Schriftzeichen, darunter an Buchstaben nur die kleinen und großen 26 des lateinischen Alphabets, die 10 arabischen Ziffern, die Interpunktionszeichen !"'(),-./:;?, die mathematischen Symbole +<=> u. a. sowie weitere Symbole #$%&*. Manche Zeichen wurden für unterschiedliche Zwecke verwendet, z. B. - auch als Minuszeichen und ' auch als Akut-Akzent. 12 weitere Zeichen waren für Mathematik und als diakritische Zeichen einsetzbar, wurden aber in Varianten für andere Sprachen/Länder gemäß ISO 646 durch andere Zeichen ersetzt. Die Deutsche Variante wurde 1968 in DIN 66003 festgelegt.
(In der Anfangszeit standen auf Großrechnern und auch bedingt durch die mechanischen Zeilendrucker sogar nur 64 Zeichen zur Verfügung, also das Alphabet nur in Großbuchstaben.)
- Mit den 1990er Jahren kamen 8-bit-Zeichensätze auf, teilweise fälschlich als „ANSI“-Zeichensatz bezeichnet, aber auch spezifische Kodierungen wie etwa Microsoft Codepages; weiterhin auch nicht-lateinische Schriften: ISO 8859.
Sie erlauben, 190 bis 220 Schriftzeichen gleichzeitig in einem Text zu unterscheiden. Deutsche, französische und andere Texte konnten damit ausreichend dargestellt werden, jedoch war die Mischung aus verschiedenen Schriften (beispielsweise deutscher Text mit Zitat in griechischer Schrift) nicht oder nur mit großem Aufwand möglich.
- Mittlerweile wird im PC-Bereich fast durchgehend Unicode „verstanden“, also ein wesentlich umfangreicherer Zeichenvorrat (98.884 Schriftzeichen in Unicode 5.0).
Damit sind viele zehntausend Zeichen unterscheidbar. Das bedeutet aber nur, dass der PC eine entsprechend große Ordnungszahl für ein Zeichen verarbeiten kann – nicht aber, dass der Rechner für jede dieser Zeichenkodierungen auch eine grafische Repräsentation (Glyphe) kennt, und dies auch noch in jeder verwendeten Schriftart.
Eine weitere Schwierigkeit ergibt sich bei der Texterfassung: PC-Tastaturen haben nur eine begrenzte Anzahl von Tasten. Sie sind auf die Verwendung bestimmter Sprachen wie Deutsch, Dänisch, Türkisch, Griechisch abgestimmt und Sonderzeichen wie ein Gedankenstrich oder typografisch richtige Anführungszeichen sind nicht mit einem einfachen, offensichtlichen Tastendruck verfügbar (unter Windows und unter macOS können mehr Zeichen über die Tastatur eingegeben werden).

Aus den Zeiten der reduzierten Zeichenvorräte ergaben sich notgedrungen Hilfs- oder Ersatzdarstellungen. Wenn keine Gründe der Interoperabilität entgegenstehen, sollten sie ersetzt werden:
| bisher                                                         | zu verbessern durch                             | HTML ohne UTF-8                     |
| -------------------------------------------------------------- | ----------------------------------------------- | ----------------------------------- |
| "…" (Tastatur-Anführungszeichen)                               | „…“ („deutsche“ Anführungszeichen)              | &bdquo; &ldquo;                     |
| '…' (einfach Tastatur-Anführungszeichen)                       | ‚…‘ („deutsche“ einfache Anführungszeichen)     | &sbquo; &lsquo;                     |
| >…< (mathematisch Größer/Kleiner)                              | ›…‹ („französische“ einfache Anführungszeichen) | &rsaquo; &lsaquo;                   |
| -- (doppelter Tastatur-Bindestrich)                            | – (Gedankenstrich)                              | &ndash;                             |
| ... (drei Punkte)                                              | … (Auslassungspunkte/Ellipse)                   | &hellip;                            |
| <- > <= => (Größer/Kleiner mit Bindestrich/Gleichheitszeichen) | ← → ⇐ ⇒ (Pfeile)                                | &larr; &rarr; &lArr; &rArr; (u. a.) |
| ^ (Zirkumflex)                                                 | ↑ (Pfeil nach oben)                             | &uarr;                              |
| 2 * 3 2 x 3 (Sternchen oder X)                                 | × (Malzeichen)                                  | &times; &middot;                    |
| <= >= (Kleiner, Gleich; Größer, Gleich)                        | ≤ ≥ (Kleiner-Gleich, Größer-Gleich)             | &le; &ge;                           |
| 1/2 1/4 3/4 (Ziffer, Schrägstrich, Ziffer)                     | ½ ¼ ¾ (Bruchzahlen)                             | &frac12; &frac14; &frac34;          |
| - (Tastatur-Bindestrich für Minus)                             | − (Minuszeichen)                                | &minus;                             |
| +/- (Pluszeichen, Schrägstrich, Bindestrich für Minus)         | ± (Plusminuszeichen)                            | &plusmn;                            |